# Arquidiocese de Natal
A Arquidiocese de Natal (Archidioecesis Natalensis) é uma circunscrição eclesiástica da Igreja Católica no estado brasileiro do Rio Grande do Norte. É a Sé Metropolitana da Província Eclesiástica de Natal, tendo duas dioceses sufragâneas: Caicó e Mossoró. Sua padroeira é Nossa Senhora da Apresentação, que também é a padroeira do município de Natal e da Província Eclesiástica de Natal. 
Pertence ao Conselho Episcopal Nordeste II da Conferência Nacional dos Bispos do Brasil. Ocupa uma área de mais de 25 mil km², quase metade do território estadual.

## História
A diocese de Natal foi criada em 29 de dezembro de 1909, o Papa Pio X, através da bula Apostolicam in Singulis, criou a Diocese de Natal, desmembrada da Diocese da Paraíba (criada em 1892) e sufragânea da Arquidiocese de Olinda e Recife. A Igreja Matriz de Nossa Senhora da Apresentação tornou-se a catedral da nova diocese, cujo território abrangia todo o estado do Rio Grande do Norte. Seu primeiro bispo, Dom Joaquim Antônio de Almeida, foi nomeado em 1910 e empossado solenemente em 15 de junho de 1911. Em 1914, com a elevação da Diocese da Paraíba à dignidade de arquidiocese, a Diocese de Natal torna-se sufragânea desta e, em 1915, o bispo Dom Antônio renuncia por problemas de saúde.
Nos anos 1930, a diocese foi desmembrada em duas: Mossoró (1934) e Diocese de Caicó (1939). Ambas se tornaram sufragâneas de Natal quando esta se tornou arquidiocese, em 16 de abril de 1952, por meio da bula Arduum Onus do Papa Pio XII. Dom Marcolino Esmeraldo, bispo diocesano desde 1929, tornou-se seu primeiro arcebispo, permanecendo até sua morte em 1967. Em 21 de novembro de 1988, durante o encerramento das festividades de Nossa Senhora da Apresentação, o recém-empossado arcebispo de Natal, Dom Alair Vilar Fernandes de Melo, inaugura a nova Catedral Metropolitana, substituindo a Igreja Matriz de Nossa Senhora da Apresentação que, devido ao seu tamanho, não comportava mais o grande número de fiéis, ficando esta como Concatedral da Arquidiocese.

## Prelados

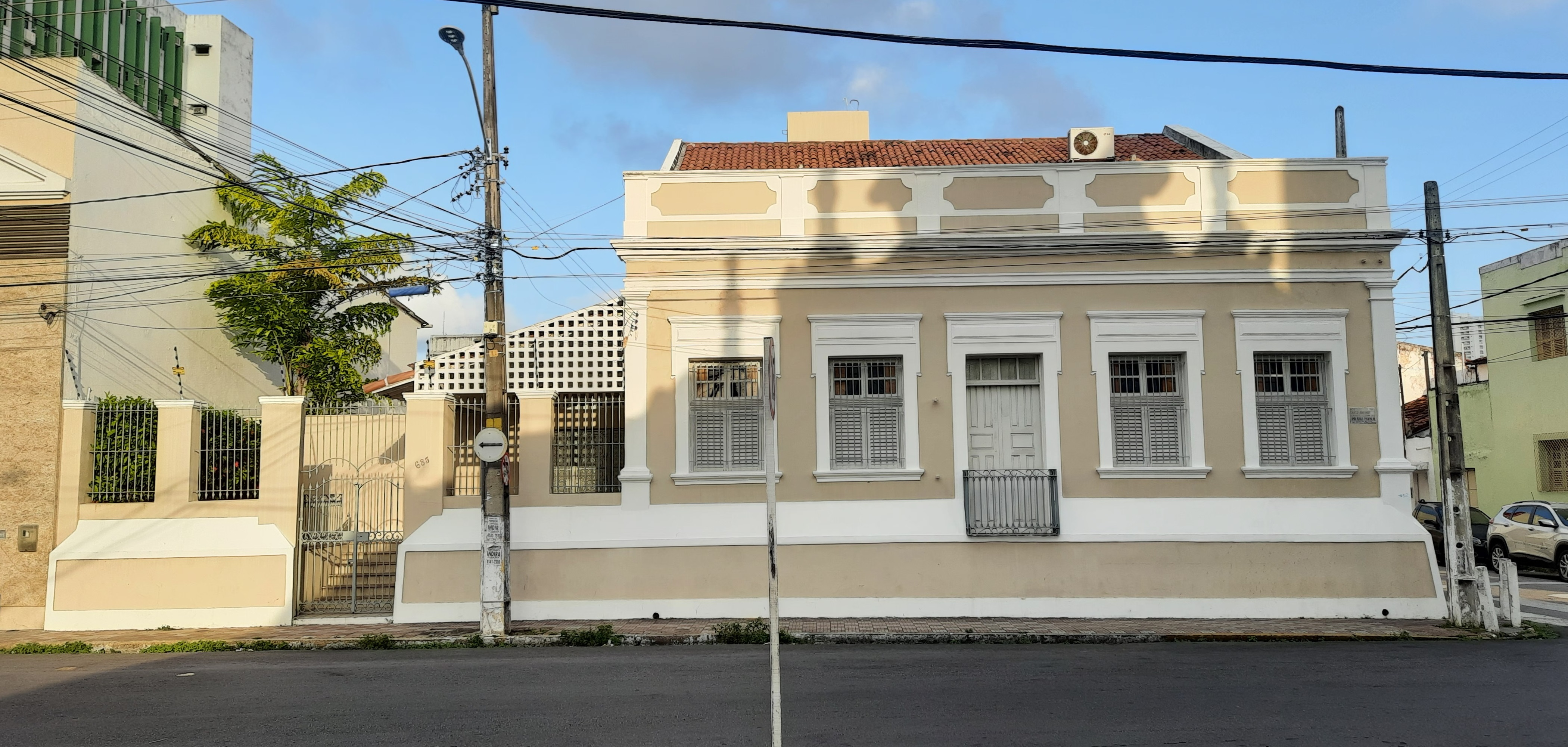
Palácio episcopal, residência do arcebispo de Natal.

|                             | Nome                                | Período   | Nota(s)                         |
| Bispos                      | Bispos                              | Bispos    | Bispos                          |
| --------------------------- | ----------------------------------- | --------- | ------------------------------- |
| 1º                          | Joaquim Antônio de Almeida          | 1910-1915 |                                 |
| 2º                          | Antônio dos Santos Cabral           | 1917-1921 | Nomeado bispo de Belo Horizonte |
| 3º                          | José Pereira Alves                  | 1922-1928 | Nomeado bispo de Niterói        |
| Arcebispos                  |                                     |           |                                 |
| 1º                          | Marcolino Esmeraldo de Souza Dantas | 1929-1967 |                                 |
| 2º                          | Nivaldo Monte                       | 1967-1988 |                                 |
| 3º                          | Alair Vilar Fernandes de Melo       | 1988-1993 |                                 |
| 4º                          | Heitor de Araújo Sales              | 1993-2003 | Arcebispo emérito atual         |
| 5º                          | Matias Patrício de Macêdo           | 2003-2011 | Arcebispo emérito atual         |
| 6º                          | Jaime Vieira Rocha                  | 2011-2023 | Arcebispo emérito atual         |
| 7º                          | João Santos Cardoso                 | 2023-     | Atual                           |
| Bispos auxiliares           |                                     |           |                                 |
|                             | Eugênio de Araújo Sales             | 1954-1961 | Nomeado arcebispo de Salvador   |
|                             | Antônio Soares Costa                | 1971-1993 | Nomeado bispo de Caruaru        |
| Administradores apostólicos |                                     |           |                                 |
|                             | Eugênio de Araújo Sales             | 1962-1965 | Bispo auxiliar da mesma         |
|                             | Nivaldo Monte                       | 1953-1959 | Bispo auxiliar de Aracaju       |